# ژاک سالز
ژاک سالز (انگلیسی: Jacques Salze؛ زادهٔ ۲۰ آوریل ۱۹۸۷) بازیکن فوتبال اهل فرانسه است.
از باشگاه‌هایی که در آن بازی کرده‌است می‌توان به باشگاه فوتبال کلرمون فوت و باشگاه فوتبال کن اشاره کرد.